# Барбоза (Сан-Паулу)
Барбоза (порт. Barbosa)  —  муниципалитет в Бразилии, входит в штат Сан-Паулу. Составная часть мезорегиона Арасатуба. Входит в экономико-статистический микрорегион Биригуи. Население составляет 6176 человек на 2010 год. Занимает площадь 205,131 км². Плотность населения — 30,1 чел./км².

## История
Город основан 1 февраля 1964 года. 

## Демография

### Данные переписи населения — 2010 г.
Общая численность населения : 8000 человек.
- Городские: 4875
- Сельский: 962
- Мужчины: 3824
- Женщины: 3411

Плотность населения (жителей/км²): 28,46.
Младенческая смертность до 1 года (на тысячу): 18,70
Ожидаемая продолжительность жизни: 69,15
Коэффициент рождаемости: 2,22
Уровень грамотности: 94,00 %
Индекс человеческого развития (ИЧР-М): 0,746.
- Доход ИЧР-М: 0,660
- ИЧР-М Долговечность: 0,717
- ИЧР-М Образование: 0,861

(Источник: IPEA)

## Статистика
- Валовой внутренний продукт на 2003 составляет 43.029.189,00 реалов (данные: Бразильский институт географии и статистики).
- Валовой внутренний продукт на душу населения на 2003 составляет 7.147,71 реалов (данные: Бразильский институт географии и статистики).
- Индекс развития человеческого потенциала на 2000 составляет 0,746 (данные: Программа развития ООН).

## География
Климат местности: субтропический. В соответствии с классификацией Кёппена, климат относится к категории Cfb.